# (38424) 1999 RU228
1999 RU228 (asteroide 38424) é um asteroide da cintura principal. Possui uma excentricidade de 0.02886160 e uma inclinação de 21.16523º.
Este asteroide foi descoberto no dia 5 de setembro de 1999 por CSS em Catalina.